# Toni Giménez i Fajardo
Toni Giménez i Fajardo   (Barcelona, 5 d'octubre de 1959) és un cantant professional, a més de músic i compositor. Actiu des del 1977, és considerat un dels animadors infantils més veterans de Catalunya, un gran expert en repertori infantil i cançó tradicional i folk d'arreu. alhora que cantant folk per a públic adult. És l'autor de la famosa cançó El monstre de Banyoles.
Doctor en Pedagogia, diplomat en Magisteri i titulat en Direcció Lleure Infantil i Juvenil, també és professor de guitarra i banjo.
Ha realitzat 4.000 actuacions, té publicats 3.300 vídeos al YouTube,  disposa d'un repertori de 1.200 cançons i ha impartit 400 cursets. Ha publicat 136 discos i 66 llibres i cançoners. A banda, ha col·laborat en 21 gravacions d'altres cantants. El seu treball, que té un component didàctic ineludible, és àmpliament difós en espais educatius. Ha publicat desenes d'articles (es troben al seu web) sobre pedagogia i filosofia, així com de música, folklore i literatura infantil.
Va ser amic del cèlebre Xesco Boix, amb qui va compartir escenari en la proposta col·lectiva Cinc Dits d’Una Mà i a qui va escriure el tema «Amic Xesco».